# Pétra tou Digení
Pétra tou Digení är en ort i Cypern.   Den ligger i distriktet Eparchía Lefkosías, i den nordöstra delen av landet, 18 km öster om huvudstaden Nicosia. Pétra tou Digení ligger 108 meter över havet och antalet invånare är 401. Den ligger på ön Cypern.
Terrängen runt Pétra tou Digení är platt åt sydost, men åt nordväst är den kuperad.Trakten runt Pétra tou Digení är ganska glesbefolkad, med 25 invånare per kvadratkilometer. Närmaste större samhälle är Nicosia, 17,9 km väster om Pétra tou Digení. Trakten runt Pétra tou Digení består till största delen av jordbruksmark.